# Леонард Зуб-Зданович
Леонард Щенсний Зуб-Зданович (пол. Leonard Szczęsny Zub-Zdanowicz; 6 листопада 1912, с. Попівці Волинської губ. — 12 серпня 1982, Вотербері, США) — майор кавалерії Війська Польського, офіцер Армії Крайової та Народових Сил Збройніх.
Родина Зуб-Здановичів переїхала на Волинь з Люблінщини. Леонард Зуб-Зданович здобув початкову освіту вдома, а згодом навчався у Державній гуманітарній гімназії в Грубешеві, яку закінчив у 1930 р. Скінчив Школу підхорунжий резерву кавалерії (1931). Військову службу розпочав у 1-му Рашинському полку кінних стрільців. У 1935 р. здобув вищу освіту за фахом «правознавство». З 1939 р. служив у жандармерії в Білостоці та Гродно. У вересні 1939 р. кілька днів в лавах 29-ї піхотної дивізії Війська польського брав участь в оборонних боях проти німецьких військ. Після капітуляції дивізії зміг уникнути німецького полону. За вересневу кампанію 1939 р. був нагороджений хрестом Virtuti Militari.
У грудні 1939 р. перетинає польсько-угорський кордон, потрапляє в табір військовополонених. У січні 1940 р. виїздить до Франції, де зголошується до Окремої бригади підгаланських стрільців. Від 24 квітня до 14 червня 1940 р. бере участь в боях у Норвегії, а пізніше у Франції. У червні 1940 р. виїздить до Великої Британії.  В ніч з 1 на 2 вересня 1942 року, в рамках спецоперації «Smallpox», був десантований на території Західної України, брав участь в організації польського підпілля. У 1942—1943 р. у Варшаві на нелегальному становищі. На початку 1943 р. зголосився до Народових Сил Збройних (НСЗ).
У липні 1943 р., спільно з підрозділами АК та загонами Францишека Пшишонжняка («Ojciec Jan»), відділ НСЗ Зуб-Здановича брав участь у каральних операціях проти українського цивільного населення в околицях Замостя і Лежайська.
У серпні 1943 р. на чолі підрозділу НСЗ бився проти радянських партизан та Гвардії Людової (ГЛ). 6 серпня 1943 р. відділ НСЗ, яким командував Зуб-Зданович, захопив до полону 30 бійців відділу Кілінського ГЛ. Того ж дня, у с. Борув Люблінського воєводства, за наказом Зуб-Здановича, 28 полонених було розстріляно. Невдовзі після екзекуції в Боруві Армія Крайова поширила відозву, у якій відмежувалась від жорстокої акції Зуб-Здановича, а його бійців назвала "пияками. З червня 1944 р. воював у складі бригади Святого Хреста НСЗ. У березні 1945 р. через територію Чехії відійшов на захід. Наприкінці 1945 р. був прийнятий на службу до 2-го Корпусу Польського під командуванням генерала Андерса в Італії. У 1946 р. емігрував до Великої Британії, а у 1952 р. — до США.